# Clematis patens 'Ernest Markham'
Cultivar
La clématite 'Ernest Markham' est un cultivar de clematis obtenu en 1926 par Ernest Markham, en Angleterre.
Elle fut nommée en 1937 par Roland Jackman, puis commercialisée pour la première fois en 1938 dans le Sussex.

## Description

### Feuilles
'Ernest Markham' dispose de feuilles vertes, d'une taille de 7 à 10 centimètres de long, la face inférieure est quant à elle plus claire.

### Tiges
Comme la plupart des clématites 'Ernest Markham' possède des tiges vertes sur les pousses de l'année, puis rougeâtres et marron sur le bois des années passées.

### Fleurs
Ce cultivar de clématite dispose d'une fleur rouge de taille moyenne comprise entre 10 et 12 centimètres.

#### Bouton floral et pédoncule
Le bouton floral de cette clématite mesure environ 4 cm, il est de couleur verte. Le pédoncule quant à lui mesure entre 10 et 50 millimètres de couleur verte.

#### Sépales
Les sépales de cette clématite sont de couleur rouge vif et mesurent environ 6 centimètres. Sur la base de la fleur les sépales se chevauchent légèrement.

#### Étamines et stigmates
'Ernest Markham' possède des étamines de couleur blanche et des stigmates de couleur blanche à la base puis rouge sur la hauteur de celui-ci.

#### Parfum
Ce cultivar ne dispose pas de parfum particulier.

## Obtention
À ce jour la clematis 'Ernest Markham' n'a pas de parents connus.

## Distribution
En France, la clématite 'Ernest Markham' est distribuée par de nombreuses pépinières du fait de sa floraison rouge très recherchée dans les jardins.

## Protection
'Ernest Markham' a été obtenue en 1926, par ce fait elle ne possède pas de protection dans le monde. À cette époque la protection des obtentions variétales n'était pas d'actualité et les différents obtenteurs distribuaient leurs plantes sans protections et sans droit de distribution. Aujourd'hui 'Ernest Markham' peut être multipliée par tout le monde.

## Culture

### Plantation
La clématite 'Ernest Markham' s'épanouit très bien en pot ou en pleine terre. Elle doit être plantée dans un mélange drainant, fertile et léger. Les racines préfèrent  un sol frais et ombragé.

### Croissance
À taille adulte cette clématite s'élance entre 2 et 3 mètres en gardant un feuillage assez dense.

### Floraison
'Ernest Markham' fleurit deux fois par an sur le bois de l'année précédente au printemps elle dispose d'une floraison entre mai et juin parfois semi-double. À l'automne la floraison est plus tardive que la plupart des clématites de ce groupe; elle fleurit entre septembre et octobre sur la pousse de l'année. Elle fait partie du groupe 2.

### Utilisations
'Hagley Hybrid' est parfait pour les pergolas, treillis, tonnelles et clôtures. Elle peut aussi grimper sur des supports naturels tels que les feuillus, des conifères et des arbustes.

### Taille
La clématite 'Ernest Markham' a besoin d'une taille annuelle, souvent au mois de mars mais à toute période de repos végétatif. Elle demande une taille légère, c'est-à-dire une taille de 30 cm sur un tiers des branches.

### Résistance
Cette clématite résiste à des températures jusqu'à moins 25 degrés Celsius.

### Maladies et ravageurs
La clématite 'Ernest Markham' est sensible à l'excès d'eau ce qui pourrait provoquer une pourriture du collet de la plante et ainsi la mort de la clématite. Elle peut également souffrir d'apoplexie due à un champignon appelé Ascochyta clematidina, provoquant un flétrissement brutal des feuilles. Pour combattre ce champignon la terre doit être remplacée sur 20 cm et l'excès d'eau doit être proscrit.
Les limaces peuvent également s'attaquer à cette clématite et notamment aux jeunes pousses du printemps.

## Récompense
'Ernest Markham' a obtenu en 1993 le RHS Award of garden merit de la célèbre association anglaise Royal Horticultural Society.